# Paranyctimene tenax
Paranyctimene tenax (Bergmans, 2001) è un pipistrello appartenente alla famiglia degli Pteropodidi, endemico della Nuova Guinea.

## Descrizione

### Dimensioni
Pipistrello di medio-piccole dimensioni, con lunghezza dell'avambraccio tra 51 e 54,9 mm, la lunghezza della coda tra 15,3 e 21,5 mm e un peso fino a 25,5 g.

### Aspetto
Le parti dorsali sono marroni scure, la testa è ricoperta di peli bruno-grigiastri chiari più corti, le parti ventrali sono bianco-giallastre mentre i fianchi sono bruno-giallastri. È privo di bande dorsali. Il muso è largo, elevato ed è di color brunastro fino alla base delle orecchie. Le narici sono tubulari e divergenti, gli occhi sono grandi. Sulla parte interna delle labbra sono presenti delle papille situate alla stessa distanza una dall'altra. Le orecchie sono larghe ed arrotondate. La coda è corta, mentre l'uropatagio è ridotto ad una sottile membrana lungo la parte interna degli arti inferiori. Il calcar è rudimentale.

## Biologia

### Alimentazione
Si nutre di frutta.

### Riproduzione
Maschi sessualmente attivi sono stati catturati in gennaio. Nello stesso periodo sono state osservate femmine pronte per l'allattamento.

## Distribuzione e habitat
Questa specie è diffusa in Nuova Guinea e sull'isola di Waigeo.
Non è noto il suo habitat, anche se ci sono indicazioni che questa specie sostituisca P. raptor, nella parte occidentale della Nuova Guinea.

## Tassonomia
Sono state riconosciute due sottospecie:
- P.t.tenax: Nuova Guinea;
- P.t.marculus (Bergmans, 2001): Waigeo.

## Conservazione
Sebbene ci sia molta confusione sull'areale e la densità della popolazione dovuto alla contemporanea presenza di P. raptor, dalla quale è praticamente indistinguibile esternamente, la IUCN Red List, classifica P. tenax come specie a rischio minimo (Least Concern)).